# 하이덴

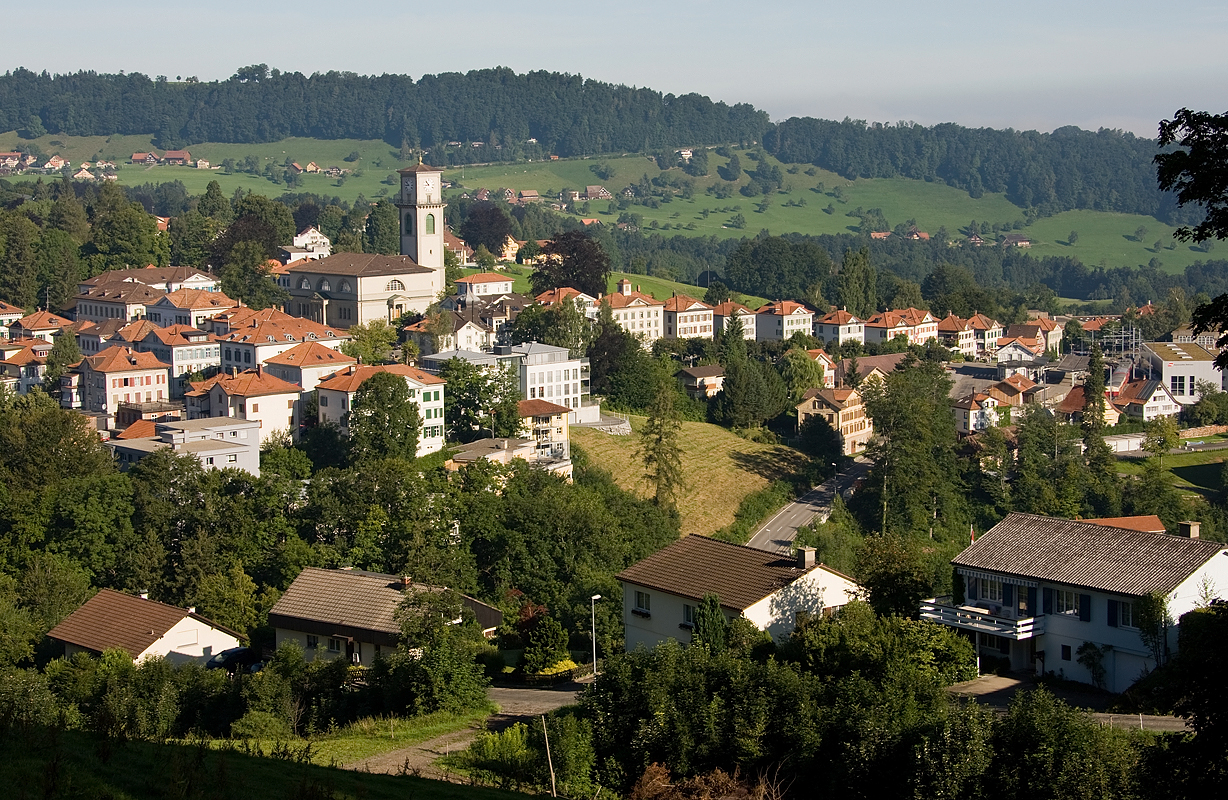
하이덴

하이덴(독일어: Heiden)은 스위스 아펜첼아우서로덴주의 마을이자 지방자치단체이다. 교회 광장 주변의 비더마이어 마을은 국가적으로 중요한 유산으로 등재되어 있다